# 소유스 (우주선)

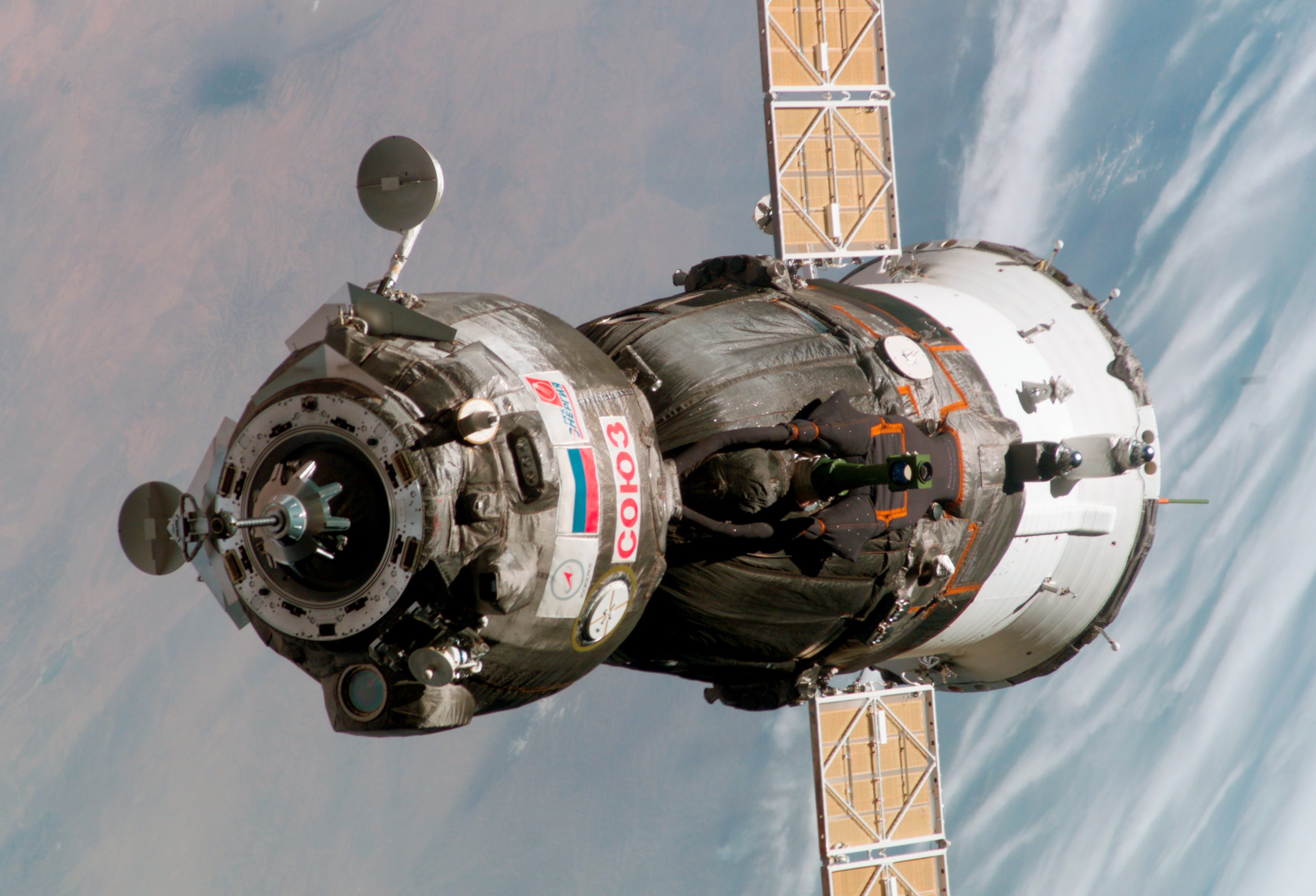
소유스 TMA-6 우주선이 국제 우주 정거장에 접근하고 있다.

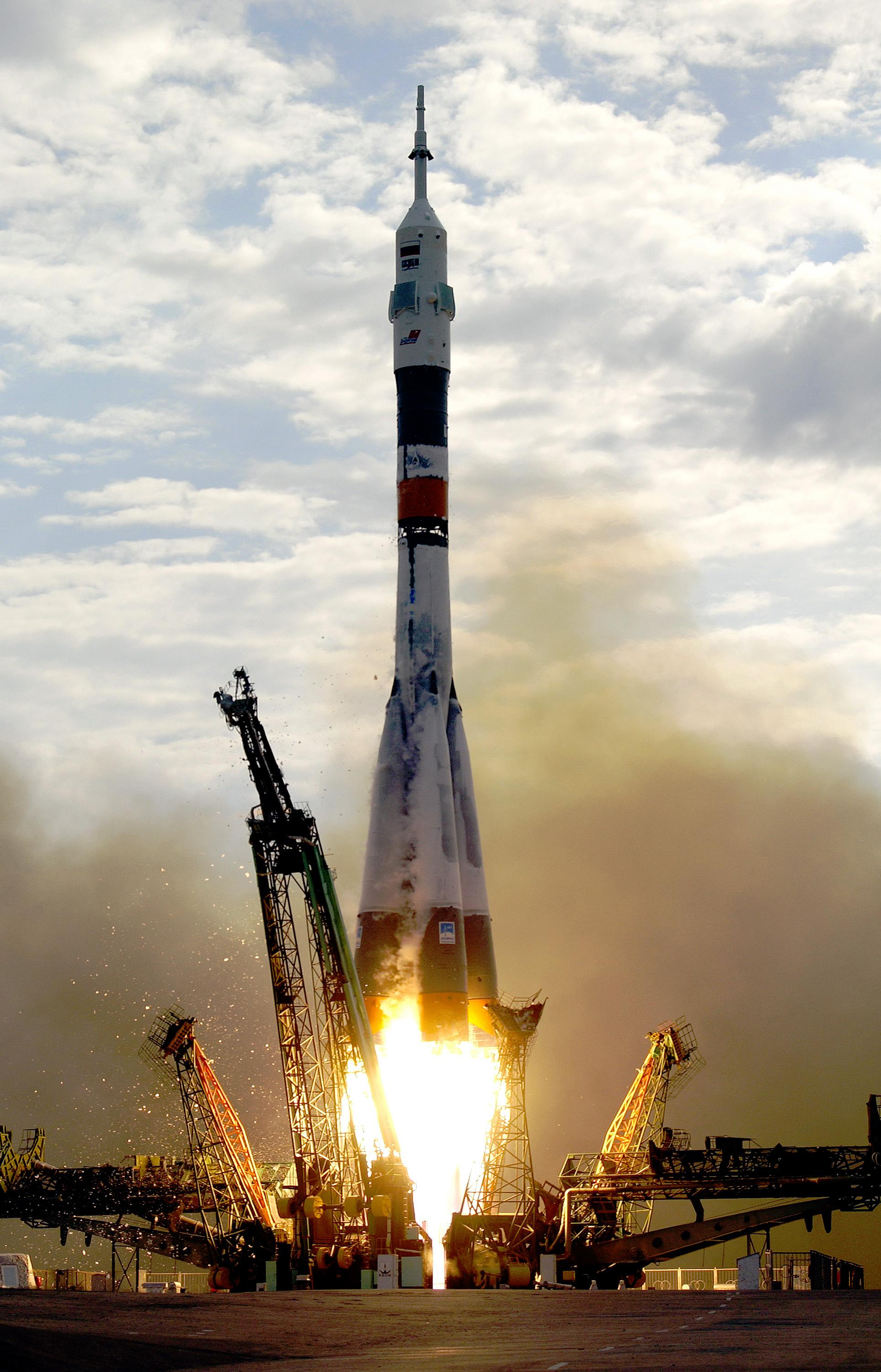
2003년 4월 26일, 소유스 TMA-2가 바이코누르 우주 기지에서 발사되고 있다.

소유스(러시아어: Союз, '연합'을 뜻함)는 러시아의 우주 프로그램을 위해 세르게이 코롤료프가 설계한 우주선 시리즈이다. 소유스는 보스호트 이후 원래 소련의 유인 달착륙 프로그램의 일환이었다. 우주선은, 소유스 계획의 일환이었다가 후에는 존드 계획의 부분이 된 소유스에 의해 발사된다. 소유스 우주선은 후에 우주인들을 살류트와 미르에 수송했다. 2003년부터 국제 우주 정거장에 갈 우주인 수송을 위한 목적으로 사용 용도가 변경되었으며 지금까지 그것에 사용되고 있다. 최초의 소유스 우주선은 1966년 11월 28일 무인으로 발사되었다. 최초의 유인 발사는 1967년 4월 23일에 있었다. 소유스, T, TM, TMA, TMA-M 계획은 종료되었으며, 현재 러시아 정부가 진행 중인 TMA-MS 계획이 진행되고 있다. TMA-MS는 줄여서 약칭으로 MS라고 불린다.

## 설계

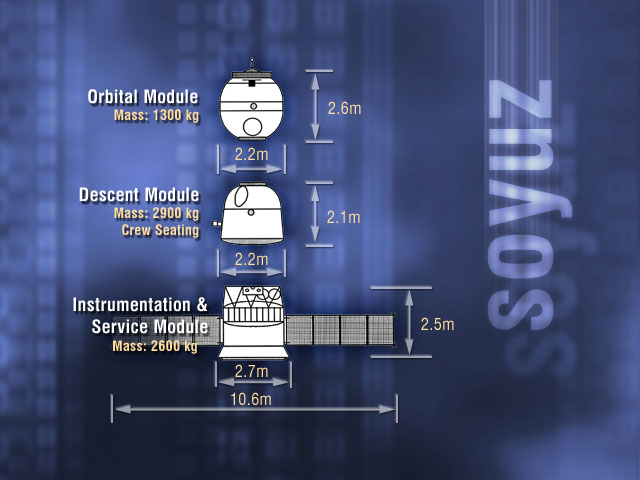
소유즈 TMA의 각부분 무게와 크기

소유스는 아폴로 우주선의 사령선보다 크고 가볍다. 아폴로 우주선의 사령선은 6m³의 거주공간과 5000 kg의 중량을 가진다. 세 부분으로 된 소유스는 동일한 승무원 수에 9m³의 거주공간, 에어록, 기계선을 모두 합쳐서 5000 kg의 중량을 가진다. 소유스는 3명의 우주인을 수송할 수 있다. 이들에게는 3.2일 동안 생명유지를 지원한다.
소유스 우주선은 기체의 전방에서 볼 때 거의 둥근 모양의 궤도선(Orbital Module), 종모양의 귀환선(Descent Module), 원통형인 기계선(Service Module)의 셋으로 구성되어있다. 세 개의 모듈 중에서 지상으로 귀환하는 것은 귀환선 뿐으로, 실험기기나 카메라, 화물, 도킹 장치 등은 궤도 재진입이 필요 없기 때문에, 재진입 시 분리하여 필요최소한의 부분만 궤도에 진입하여 위험을 줄인다. 분리된 부분은 대기권에 돌입하여 불타버린다.
우주선은 발사시에 기수의 유선형 부분에 의해 보호된다. 이것은 대기권을 통과하면서 버려진다.
소유스 우주선의 커다란 특징은 기계선 측면에 붙은 두 개의 태양 전지 패널로, 우주에서 자력 발전하여 전력을 보충한다. 소유스 우주선 초기형은 설계 변경에 따라 몇 번의 부분적인 변화를 거치면서 1967년 4월의 1호부터 1981년 5월의 40호까지 운영되었다.
1979년 12월에는 개량형인 소유스 T가 등장하여 15호까지 운영되었다. 이 시리즈는 우주 정거장과의 도킹을 전제로 하며, 태양 전지 패널을 설치하지 않은 기체가 많다.
1987년에는 소유스 TM이 등장하여 2002년까지 34호까지 운영되었고, 2002년 10월부터는 소유스 TMA가 운영되었으며, 2010년 10월 초에는 소유스 TMA를 디지털 제어화한 소유스 TMA-M이 등장하였다.
소유스 TMA 혹은 TMA-M형 우주선을 탑승할 수 있는 사람은 다음 조건을 충족해야한다.
- 키 : 150~190cm(TM은 164~182cm)
- 체중 : 50~90kg(TM은 56~85kg)

거의 동형이지만 지상 귀환 능력이나 생명 유지 장치를 탑재하지 않은, 수송기능에 특화된 우주선은 프로그레스 우주선이라고 한다. 프로그레스 우주선도 살류트 1호 시대부터 사용되었으며, 음식과 산소추진제, 예비부품 등의 물자 수송에 활약하고 있다. 초기형은 42호까지, 개량형인 프로그레스 M은 67호까지, 프로그레스 M1은 11호까지 사용되었으며, 현재는 최신형의 프로그레스 M의 개량형이 사용되고 있다.
소유스 TMA-M에 이어 신형 우주선 개발 계획이 진행 중이나, 아직 설계 단계다.

### 궤도선
우주선의 가장 앞에 있는 구형의 모듈.

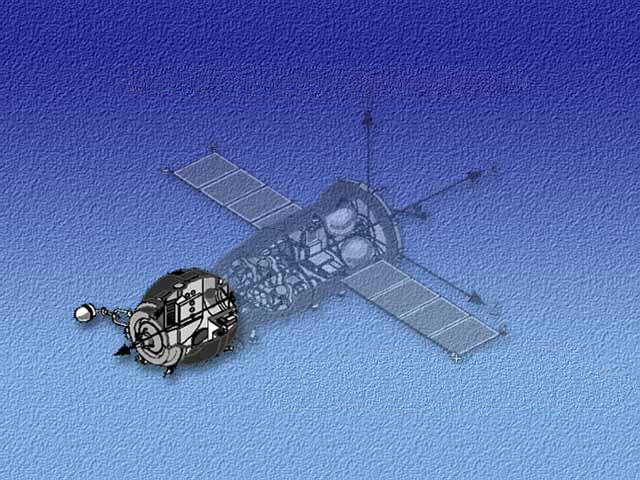
궤도선

궤도에서 승무원이 주로 활동하는 모듈로, 실험용 기기와 선외활동을 위한 시설이 갖춰져있다. 에어록이 사용된 것은 살류트 6과 도킹하기 전의 이야기다. 그 외에 소유스 우주선끼리나 미르, 국제 우주 정거장 같은 우주 정거장과의 도킹을 위한 도킹 장치가 있다. 도킹 시스템을 비롯한 우주선은 자동으로 작동하거나, 지상 통제에 따르는 조종사에 의해 수동으로 작동된다.
이미지에서 불룩한 부분은 고정할 때 사용하는 레이다다. 이미지는 소유스 T로, 이후에 불룩한 부분은 없어진다. 화장실 등도 궤도선에 비치되어있다.
대기권 재진입시에 분리되어 불타 없어진다.

### 귀환선

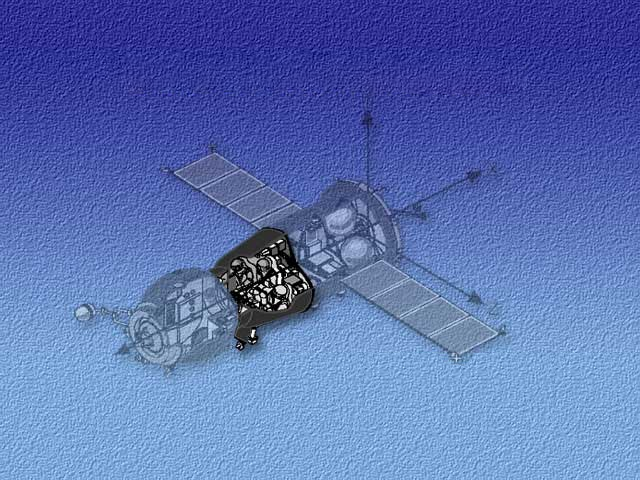
귀환선

우주 비행사가 지구로 귀환할 때 탑승하는, 종모양을 한 부분. 가장 좋은 모양은 구형이지만, 구형은 양력이 없기 때문에 완전한 탄도 재진입(ballistic reentry)을 하게 되므로 종 모양으로 만든다. 1~3인승으로, 승무원은 다리를 모으고 부채꼴로 앉는다.

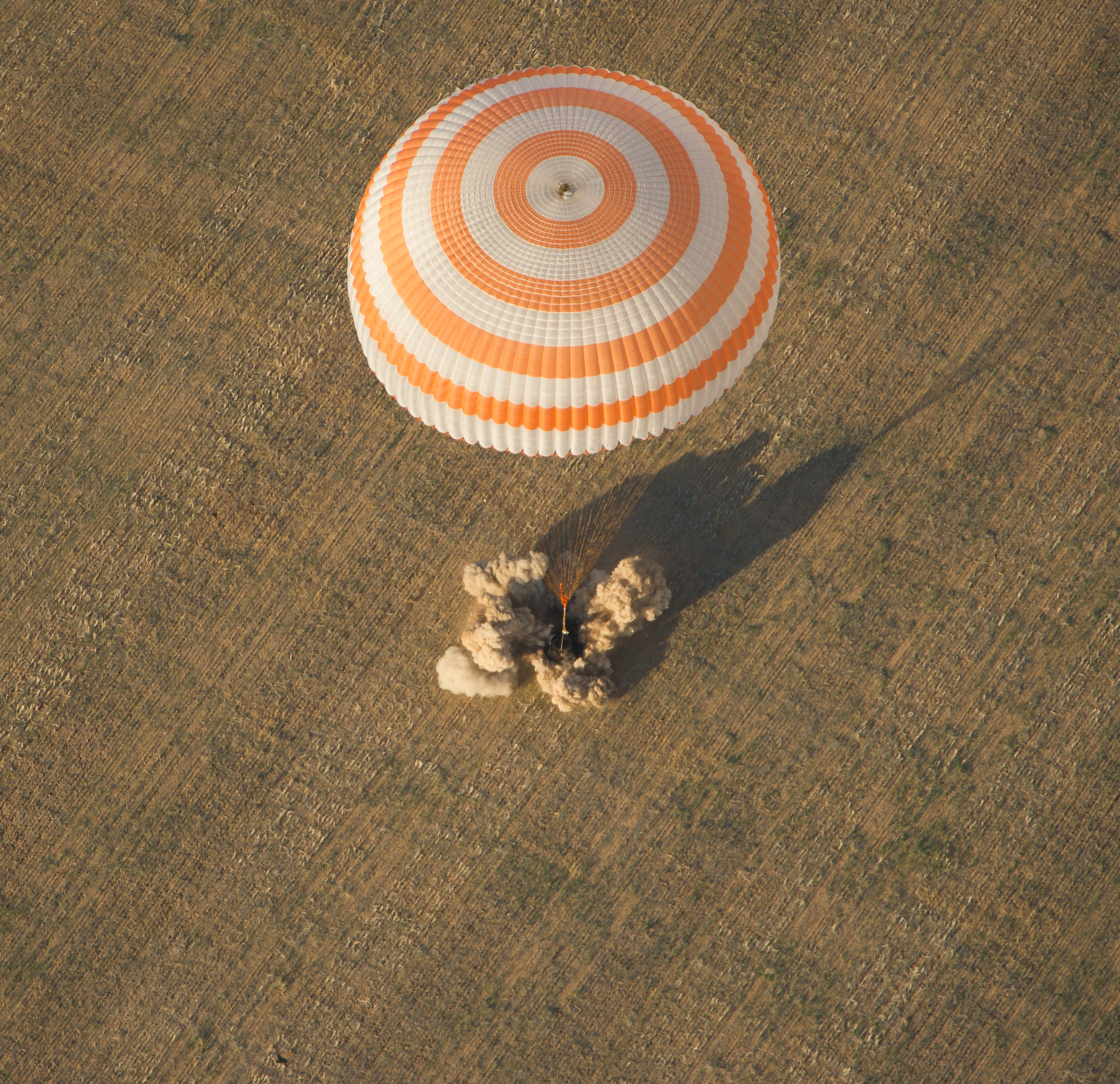
카자흐스탄의 어느 밭에 떨어진 귀환선.

대기권 재진입을 위해 기계선에서 분리된 뒤, 과산화수소를 이용한 로켓을 사용하여 적절한 자세를 유지하고 돌입 시의 최대 가속도를 줄일 수 있다. 재진입 시 수납된 낙하산을 펼쳐 감속하고 지상에서 0.8m 위까지 하강했을 때 귀환선의 고열 차단장치(heat shield) 아래에 설치된 작은 고체 역분사 로켓으로 공기쿠션 효과를 내서 착지 충격을 완화한다.
귀환선의 표면은 애블레이터로 코팅되어있다. 애블레이터는 화학섬유에 함침시켜 응고하여 강도를 유지한다. 궤도상에서는 먼지 등으로부터 귀환선을 보호하고, 재진입 시에는 애블레이터가 녹으면서 열을 흡수하고 탄화된 애블레이터가 내부를 보호한다. 미국의 우주 왕복선의 내열 타일처럼 반복 사용할 수는 없지만, 소유스 우주선 자체가 일회용 우주선이다.
탑승인원이 최대 세 명이지만, 초기의 소유스 우주선은 세 명이 탑승하기에는 좁기 때문에, 귀환 시에 여압복을 입지 않았다. 두 사람이 탑승할 경우에는 착용이 가능하다. 하지만 소유스 11호가 귀환할 때 공기가 새어나가, 대기권 상공에서 승무원 세 명이 모두 질식사하는 사고가 일어난 뒤, 안전을 위해 여압복을 입도록 했다. 이에 따라 일시적으로 최대 탑승인원이 두 명으로 감소했지만, 1976년부터는 소유스 T에 여압복을 착용한 우주 비행사 세 명이 탑승할 수 있게 되었다.

### 기계선
가장 뒤쪽에 있는 원통형 모듈.

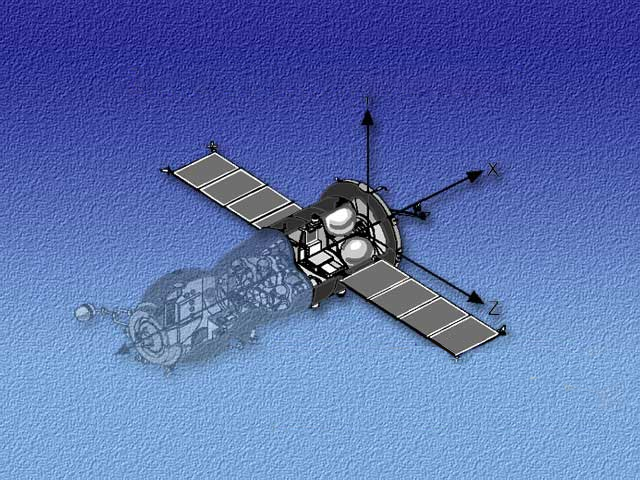
기계선

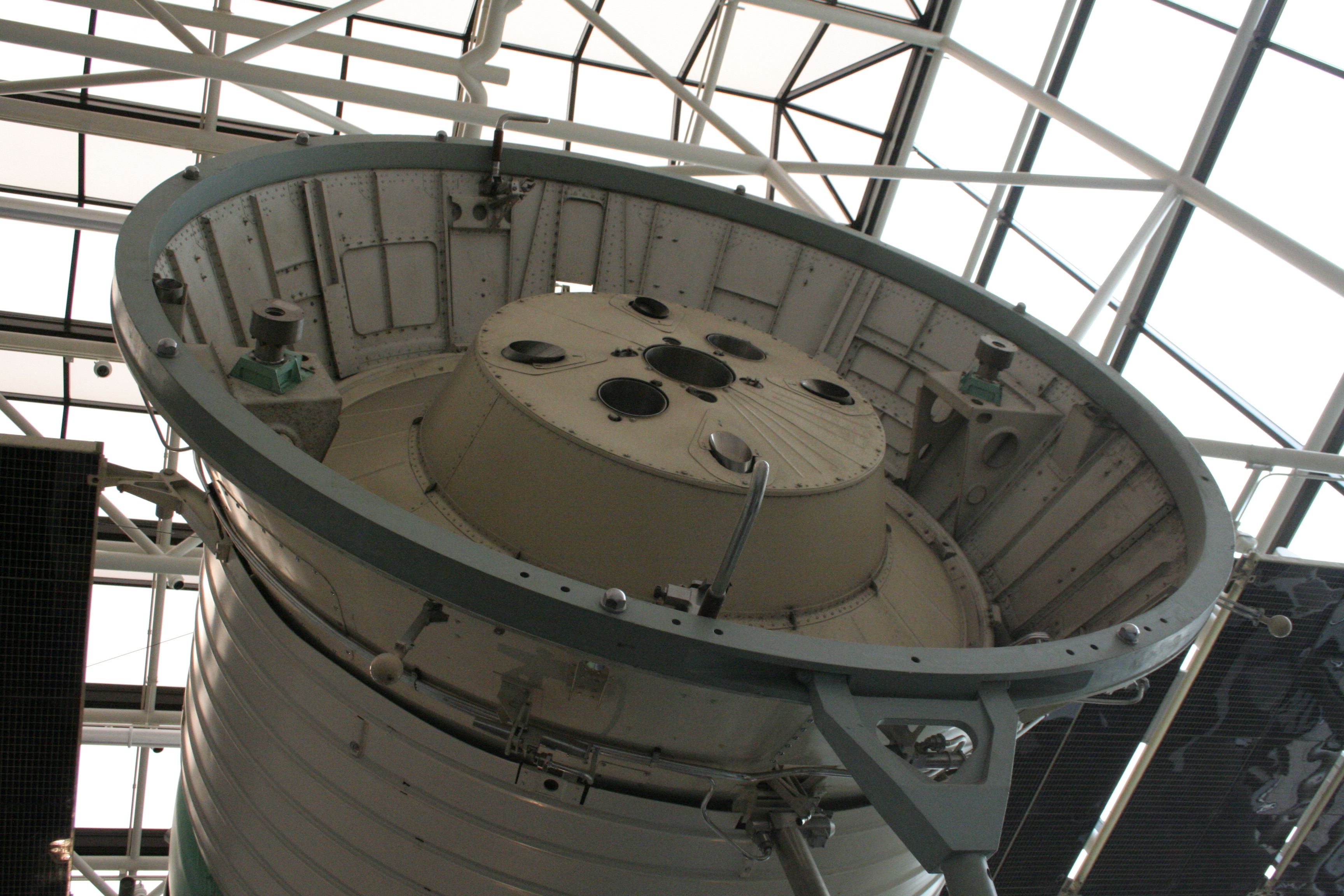
중앙부에 장착된 주엔진

자세 제어 로켓과 궤도 제어 및 대기권 재진입 때 사용하는 주엔진 1기와 그 연료탱크, 비행사의 생명 유지에 필요한 산소와 물 등이 탑재되어있다. 온도제어장치, 전력공급장치, 장거리 무선통신기, 무선 텔레미터, 오리엔테이션과 조종을 위한 장비 등도 실려있다. 서비스 모듈의 압력을 받지 않는 부분에 주엔진과 보조엔진이 있다.
오리엔테이션이란 우주선이 회전하면서 계속 태양을 향하도록 하는 것을 말하며, 이를 위해 저출력 엔진을 사용한다.
추진제는 하이드라진 계열(비대칭디메틸히드라진과 사산화 이질소)을 사용한다. 이름 그대로 기계 장치 전용 모듈이라 사람이 들어갈 공간이 없다. 기계선의 가장 큰 특징은 옆에 부착된 태양 전지 패널로, 발사 때 이것은 접혀들어가있으며, 궤도에 오른 뒤에 펼쳐진다.
궤도선과 마찬가지로 대기권 재진입 시 분리되어 불타버린다.

### 선내 공기
우주선 내의 공기는 생명 유지 장치(life support system)에 의해 지상의 대기 조성과 거의 동일한 70%의 질소와 30%의 산소를 혼합한 가스를 1기압으로 유지되고 있다. 이것은 보스토크 우주선 이래, 소련과 러시아 우주선의 전통이다. 미국은 아폴로 계획 때 아폴로 1호의 지상 시험에서 순수한 산소로 인한 사고가 일어날 때까지, 선내 기압을 줄여 100%의 순수 산소를 사용했다.
공기는 KO2 실린더를 통해 재생산되는데, 대기중의 이산화탄소와 승무원에게서 나오는 수분을 대부분 흡수하여 산소를 생산한다. LiOH 실린더는 나머지 이산화탄소를 흡수한다.

## 파생형

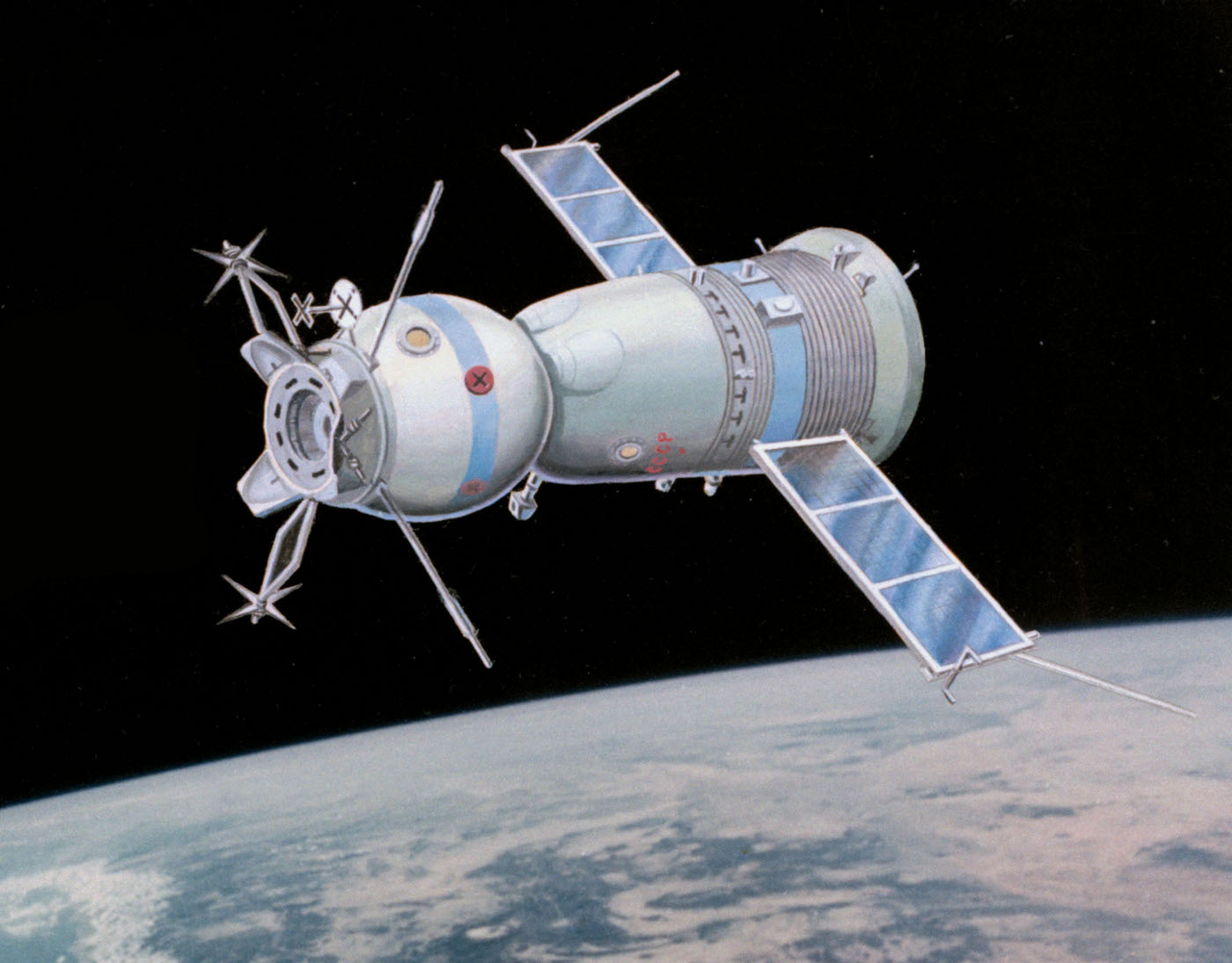
아폴로 소유스 테스트 프로젝트(ASTP)의 소유스 우주선

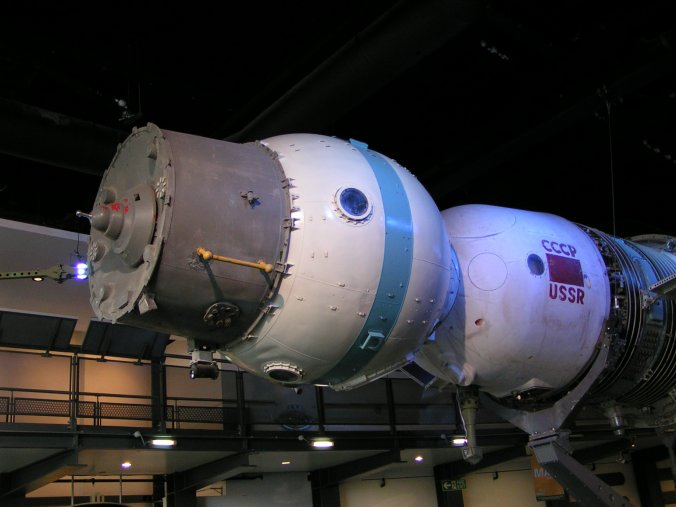
영국 레스터의 국립 우주 센터의 초기 소유스 우주선 7K-OK

### 1세대 소유스
최초의 유인우주선 버전은 5.88톤 소유스 7K-OK이다. 16회 발사되었다. 이것은 생명유지장치가 3명의 승무원에게 shirt-sleeve environment를 제공했다. 비록 도킹 장치가 있었지만, 이것은 두 우주선이 만난 다음에만 수동적으로(passive) 사용할 수 있었다. internal transfer를 위한 설비가 없었다. 그래서, 우주인은 소유스 4와 소유스 5 사이를 우주유영(spacewalk)을 해야했다. 이 우주선도 원래 달로 가기 위해 설계된 것이었다.
2016년 7.15톤 4세대 소유스 TMA-M는 우주복을 입은 3명의 우주비행사가 탑승하지만, 1967년 5.88톤 1세대 소유스 7K-OK 우주선은 우주복을 입지 않은 3명의 우주비행사가 탑승했다.
1971년 4월 19일 세계최초, 소련최초의 살류트 1호 우주 정거장이 발사되었다. 1971년 4월 23일 소유스 7K-OKS 우주선 계열인 소유스 10호가 발사되어, 도킹에 성공했다.

### 2세대 소유스
7K-L1 은 지구에서 발사되어 달 궤도를 돌 목적으로 설계되었다. 7K-OK에 기초한 것인데, 무게를 줄이기 위해 여러 구성품을 떼내었다. 가장 주요한 수정은 궤도 모듈(승무원 거주 또는 장비를 위한 추가적인 공간)과 예비 낙하산의 제거였다.

### 3세대 소유스
다음의 주요한 재설계는 소유스-T 버전이다. (T - транспортный, Transportnyi는 수송(transport)을 뜻한다). 이것은 서비스 모듈에 더 오랜 임무수행을 가능하게 하는 태양전지판, 개량된 이글라 랑데뷰 시스템, 새로운 translation/attitude thruster 시스템을 장착했다.

### 4세대 소유스

#### 소유스-TM
소유스-TM 승무원 수송기 (M - модифицированный, Modifitsirovannyi은 수정되었음을 뜻한다)는 미르 우주정거장에 사용되기 위해 1986년에 소개되었다.

#### 소유스-TMA
2001년, TM-32 우주선 귀환 이후 소유스 TM 계획은 종료되고 약간 변형된 소유스-TMA 우주선이 사용되었다.(A - антропометрический, Antropometricheskii. 인체 측정학을 의미). 이것은 미국 미국항공우주국의 요구에 맞게 개조한 것이다. 승무원의 키와 몸무게 범위를 넓혔고, 향상된 낙하산을 장비했다. 이것은 또한 "glass cockpit" 기술을 최초로 적용한 소모품 운반체이다.
무인 프로그레스 우주선은 소유스의 파생형이다. 현재 국제 우주 정거장에 쓰이고 있다. 중국의 선저우 우주선도 소유스 우주선의 디자인에서 많은 영향을 받았다. 2004년, 러시아 우주 관리들은 소유스가 2011년 초반까지 새로운 클리퍼(Kliper)와 파롬(Parom)우주선으로 교체될 것이라고 말했다. 그러나, 정부의 연구비 부족으로 인해 클리퍼는 불가피하게 연기되었다. 그리고 소유스가 '지구궤도를 넘어선' 임무를 위해 업그레이드 될 것이라는 발표가 있었다.

#### 소유스-TMA-M
2016년 3월 18일 마지막 소유스-TMA-20M 우주선이 발사되었다.

#### 소유스-TMA-MS
2016년 7월 7일 러시아 시각 04:36분 한국시각 10:36분에 최초의 소유스-TMA-MS-01 우주선이 발사되었다.

## 발사 로켓

R-7 계열

소유스 우주선 발사에는 일반적으로 R-7을 개량한 11A511형 로켓이 사용된다. 11A511은 러시아 국방부의 GRAU 명칭이며, 미국 의회 도서관에서는 A-2로 부른다. 소유스 우주선과 함께 소유스 로켓이라고도 불린다.
R-7의 개량형은 스푸트니크 1호 및 유리 가가린이 탔던 보스토크를 발사한 실적이 있다. R-7 로켓은 원래 대륙간 탄도 미사일로 개발되었으며, 로켓에서 우주선을 핵탄두로 교체하면 그대로 핵미사일이 되어 미국에 발사할 수 있었다. 마찬가지로 미국에서도 머큐리 계획에 사용된 레드스톤 로켓도 단거리 탄도 미사일로 개발된 것이었으며, 이는 우주 개발이 군비 경쟁과 밀접한 관계에 있다는 것을 보여준다.
R-7은 여러차례 개량되기도 했지만, 등유와 액체 산소를 연료로 하고, 2단 로켓 주위에 4개의 1단 로켓을 설치한 구성 등의 기본적인 부분은 대대로 계승되고 있다.
소유스 우주선 발사에는 16호부터 TM-34까지 소유스 U 로켓이, TMA-1부터는 소유스 FG 로켓이 사용되었다. 프로그레스 우주선 발사에는, 몇 기가 소유스 FG 로켓의 시험을 겸해 발사된 것을 제외하면, 소유스 U 로켓이 사용되고있다.

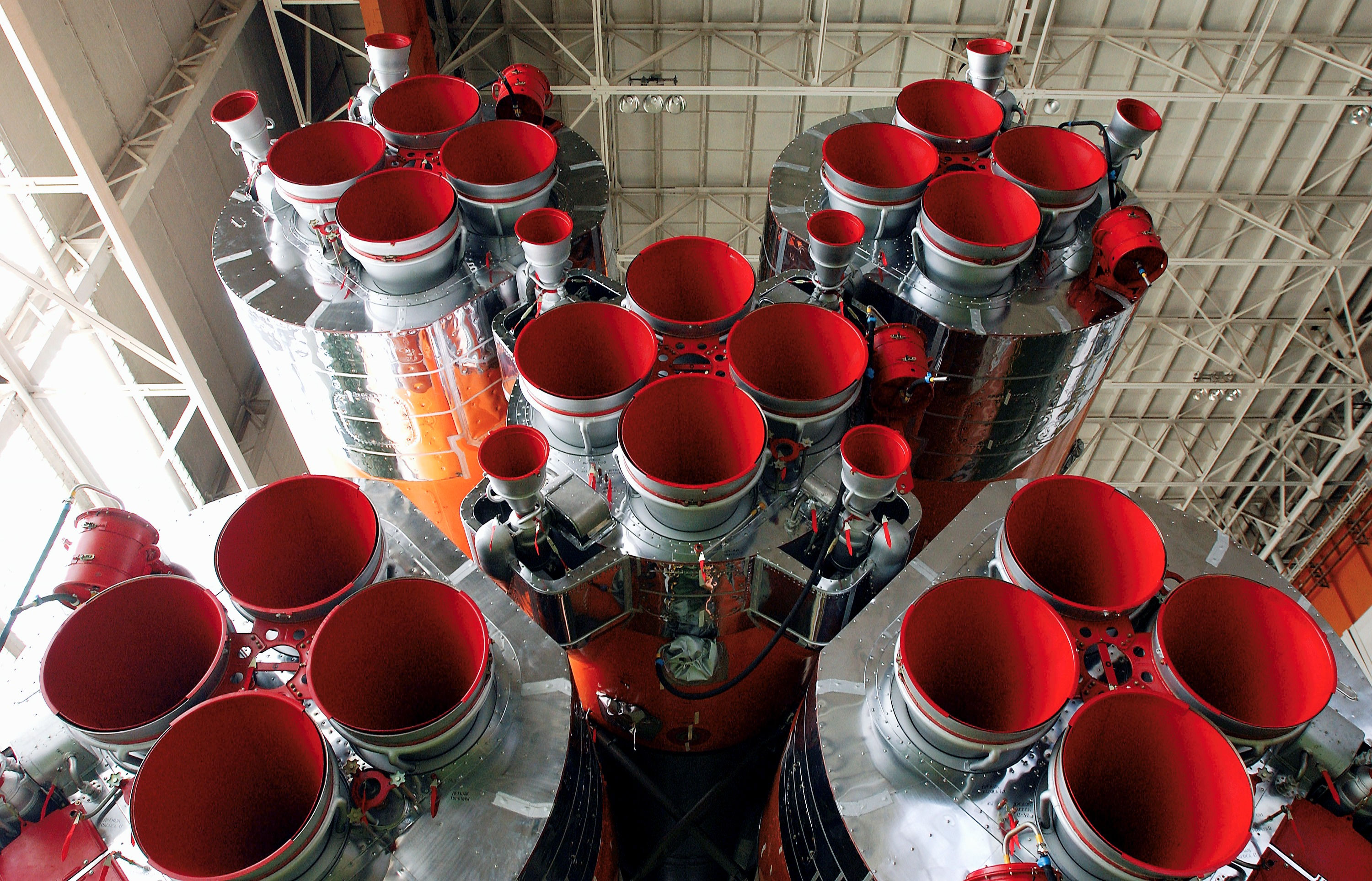
소유스 로켓의 엔진. 주위가 제1단 로켓이고 중앙이 제2단 로켓이다.

미국에서 각각 보조 로켓과 제1단 로켓이라고 부르는 것을 러시아에서는 제1단 로켓과 제2단 로켓이라고 부른다. R-7은 1, 2단계 모두 4개의 연소실과 그 주변의 보조 엔진으로 구성된다. 제1단은 RD-107, 제2단은 RD-108 엔진을 사용한다. 보조 엔진은 제2단에 4개, 제1단에 1개당 2개가 장착되어있으며, RD-107과 RD-108 엔진의 차이는 여기에 있다.
메인 엔진의 노즐은 고정되어있지만, 보조 엔진은 짐벌 기구(노즐의 방향을 기울이는 기구) 등이 있으며, 이를 이용하여 로켓의 자세를 제어한다. 4개의 연소실로 구성된 기본 엔진에 연료를 보내는 펌프는 1개 뿐으로, 펌프 앞의 연소실과 노즐 4개와 연결되어있다. 이렇게 하면 연소실의 압력을 낮출 수 있기 때문에, 압력에 대한 요구 내구성이 낮아진다.
제3단 로켓의 위에 소유스 우주선이나 프로그레스 우주선이 탑재된다. 소유스 우주선에는 공기와의 마찰로부터 우주선을 보호하고 공기의 흐름을 정돈하기 위한 페어링이 부착되며, 그 위에 아폴로 우주선과 마찬가지로 긴급 탈출용 로켓이 부착된다. 이들은 제1단 로켓 분리 후, 대기권 상층에서 분리된다.

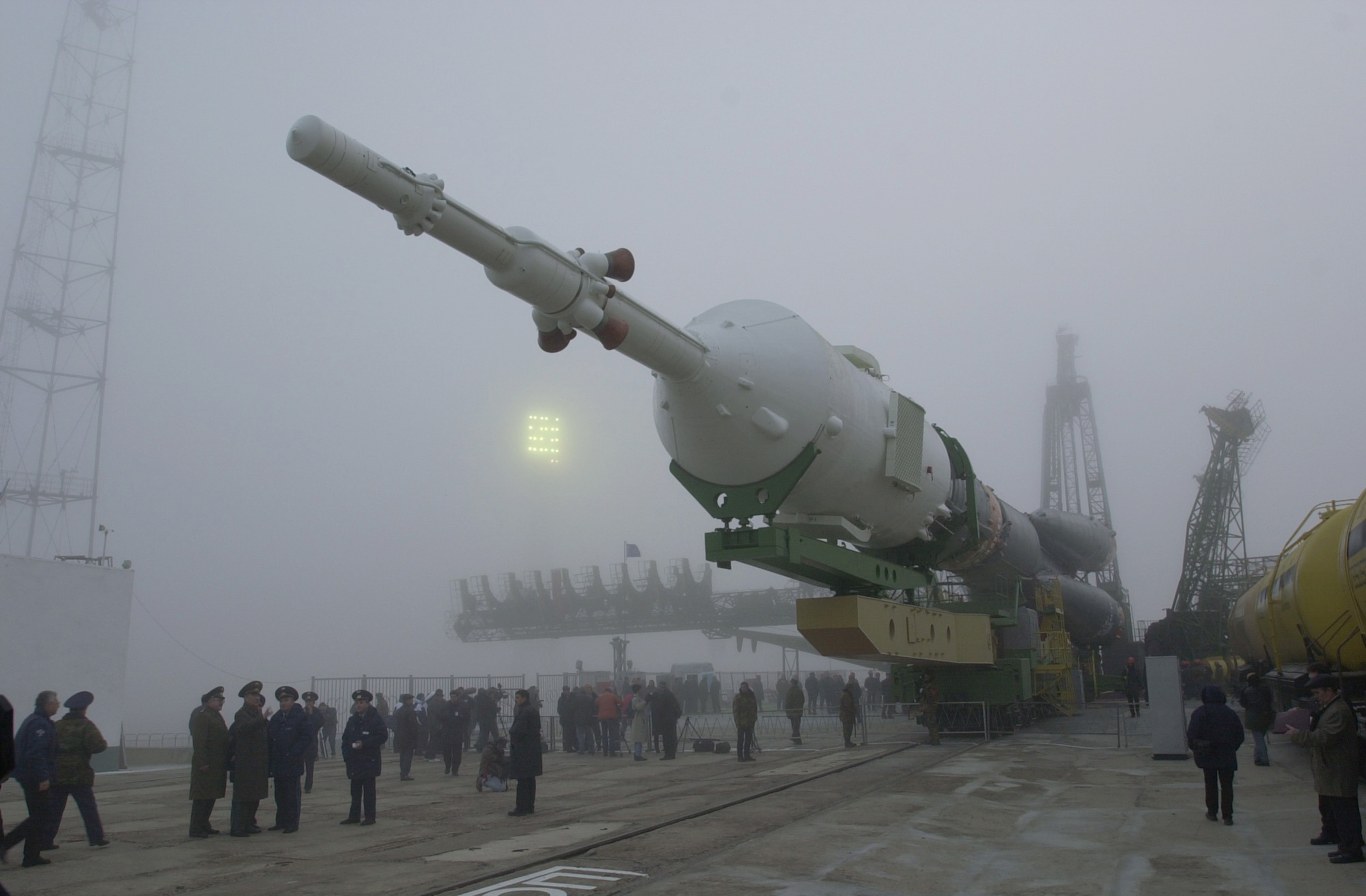
2000년 10월 29일, 소유스 TM-31이 발사대로 이동중이다.

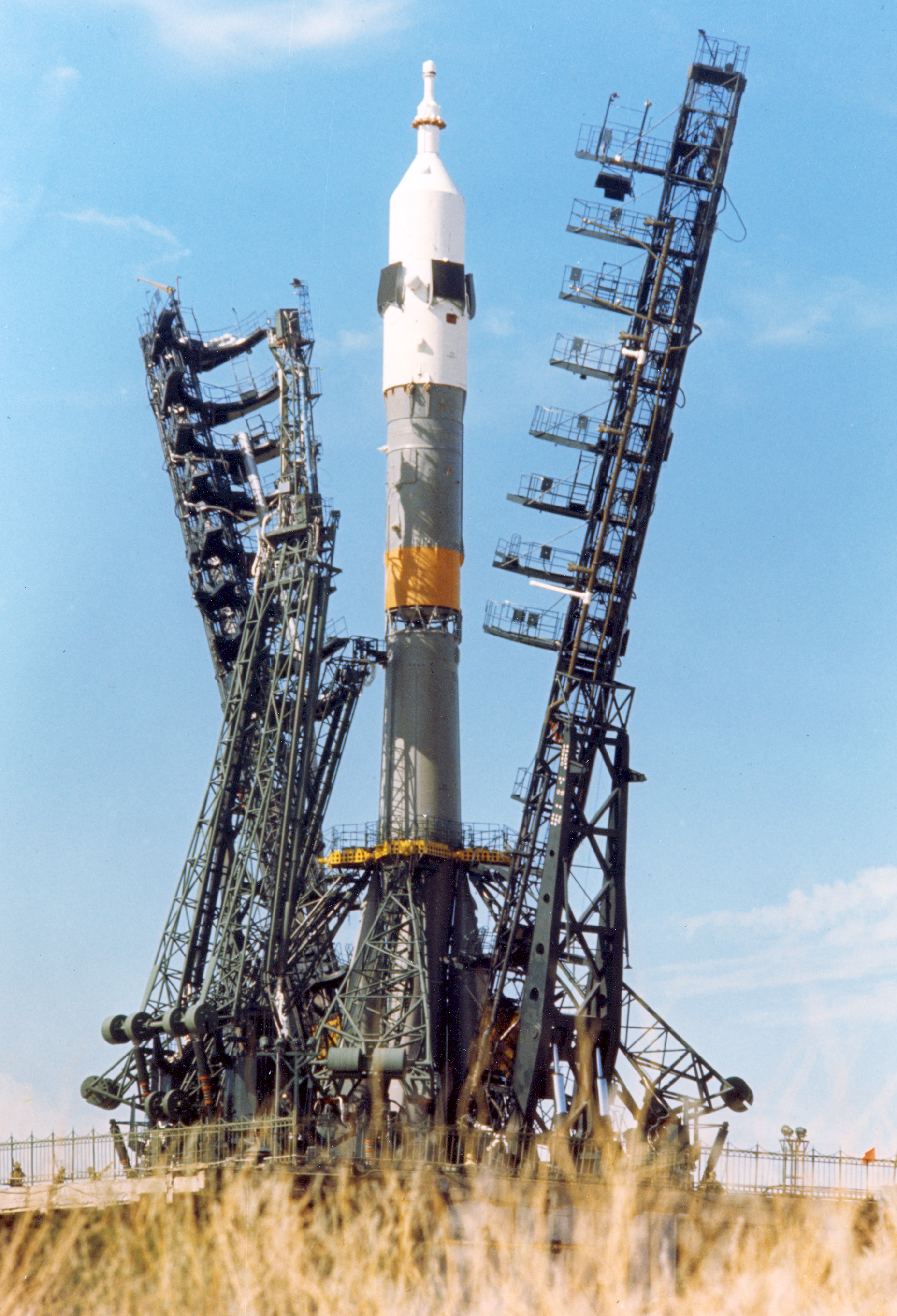
발사대에 설치되는 소유스 로켓(바이코누르, 1975년 7월 15일)

모든 부분을 합하면 최대 직경 10.3m, 길이 49.3m, 무게 310톤이 된다.
R-7의 발사에서 독특한 점은, 발사까지 로켓을 지지하던 기둥이 점화 시에 꽃잎처럼 열리는 방식이다. 이렇게 하는 이유는 로켓의 경량화에 있다.
제1단 로켓 4개를 외부에 설치한 중앙의 제2단 로켓은, 경량화의 결과로 제1단 로켓의 무게를 지탱할 수 없어졌기 때문에, 로켓의 중간 부분에 트러스 구조의 튼튼한 기둥을 매단 상태에서 발사된다. 이러한 방식은 튤립(Tyulpan) 발사 방식이며, 레닌그라드 금속 주조 공장에서 설계되었다. 로켓 엔진이 점화되고 출력이 로켓의 무게를 지탱할 수 있게 되면, 기둥을 꽃이 피는 것처럼 사방으로 분리한다. 이 광경은 소비에트 연방과 러시아 로켓 발사의 고유한 모습이다.
발사 후 118초만에 제1단 로켓을 분리하고 더욱 가속하여, 160초 후에는 대기권 상층부에서 페어링을 분리하고, 300초 후에는 제2단 로켓을 분리, 제3단 로켓을 점화한다. 마지막으로 발사 583초 후에는 소유스 우주선이 지구 저궤도에 오르게된다.

## 평가

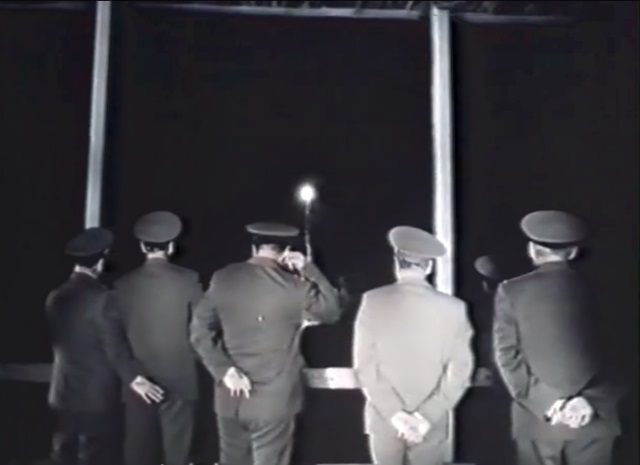
탈출 시스템이 작동한 소유스 T-10-1

현역 유인 우주선 중에서 가장 안전하고 경제적인 것으로 매우 높게 평가되고 있다. 상업용 우주 관광이 모두 소유스 우주선으로 이루어진 것도 이 때문이다. 특히 1981년 첫 비행 이래 2회 사망사고를 일으킨 우주왕복선에 비해, 소유스는 기본 설계가 오래되고 기술적으로 낡은 우주선이지만, 극한까지 개선이 진행되고 있기 때문에 확립된 성능을 자랑한다. 이미 30여년 동안 사망사고가 일어나지 않았고, 그 신뢰성이 매우 높다.

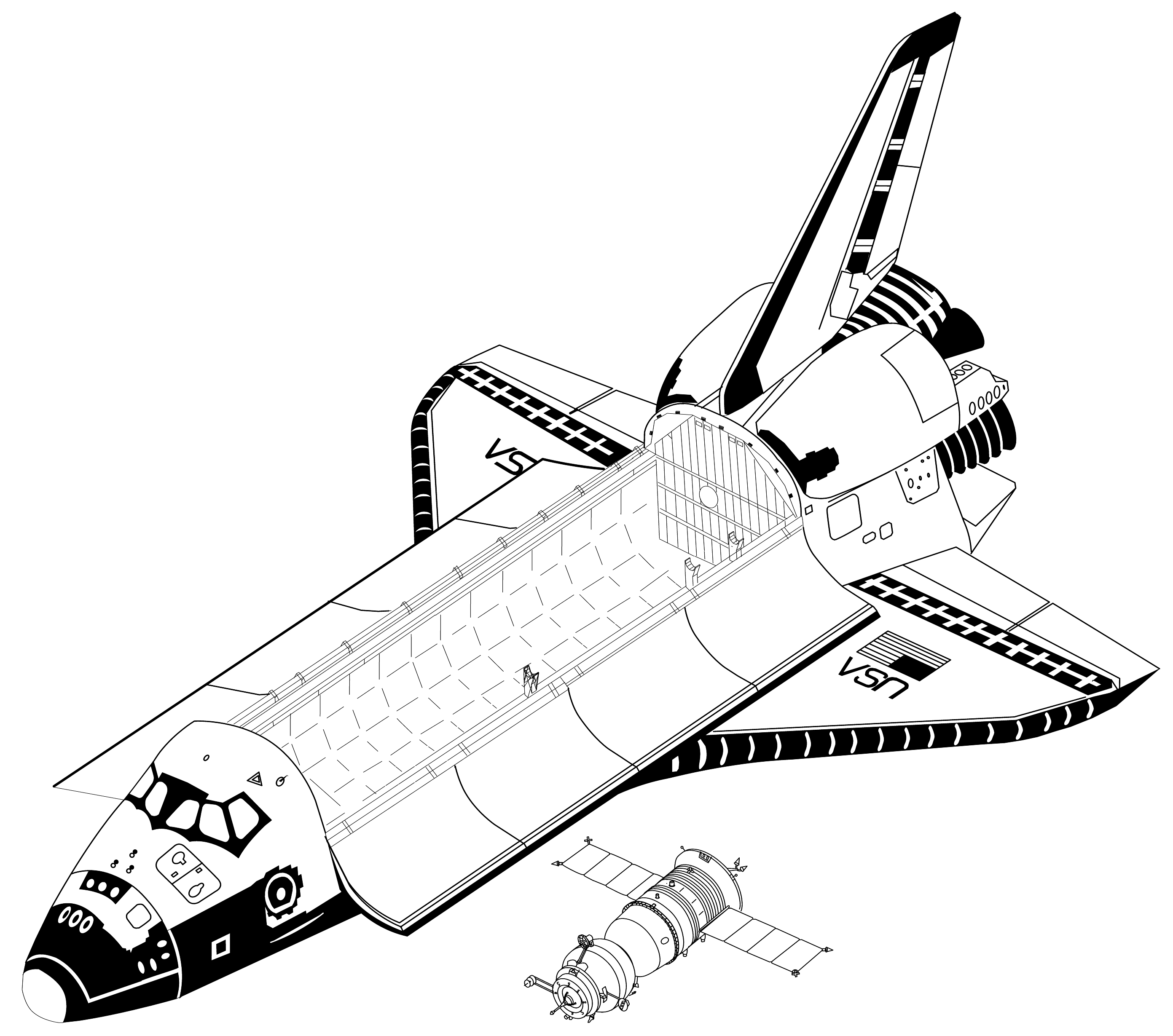
우주왕복선과 소유스 TM 우주선의 크기 비교. 소유스의 크기는 스페이스랩 같은 거대한 구조물을 기체에 싣는 것이 불가능하다.

우주왕복선에 비해 소유스 우주선이 유리한 이유로는 다음과 같은 것을 들 수 있다.
- 발사 30초 전부터 부스터 로켓이 다 탈 때까지 문제가 발생해도 탈출할 방법이 없는 우주왕복선에 비해, 소유스는 비상 탈출 로켓이 발사대에 고정되고 나서 궤도에 도달할 때까지 필요할 때 즉시 우주비행사가 탑승하는 귀환선만을 분리시켜 승무원을 안전한 곳으로 탈출시킬 수 있다. 우주왕복선에 유사한 방법이 전혀 없지는 않지만, 실용성이 없어 불가능에 가깝다.
- 몇 번이나 같은 기체를 반복 사용하는 우주왕복선에 비해, 소유스는 일회용이므로 재사용을 위한 여분의 부품이 없어 설계상의 무리가 없다.
- 일회용이므로 새로운 기술을 쉽게 우주선에 적용할 수 있다.

또한 기본 설계를 계승하는 것은 신뢰성이 보장된 우주선을 위험을 무릅쓰고 새로 설계할 필요가 없다. 기술과 소재의 발전에 따라 필요한 경우 우주선 구조와 구성요소의 개선이 항상 이루어지고 있다. 또한 로켓 전체를 개선하지 않고 부분적으로 개량을 거듭하는 것은 서양의 로켓도 기본적으로 사실상 마찬가지다.
현재 소유스는 국제 우주 정거장 등의 우주 정거장으로 사람을 왕복시키는 것이 목적이며, 궤도 실험 플랫폼인 우주 왕복선과는 목적, 설계, 운용 사상이 다르다. 또한 우주 왕복선은 위성 궤도상에 있는 실험 위성을 실험 종료 후에 지구에 가져오는 것 같은, 소유스 우주선으로는 불가능한 임무도 수행할 수 있다. 따라서 우주 왕복선과 우열을 비교하는 것 자체에 무리가 있다는 주장도 부정할 수는 없다.
또한 소유스가 개발된 60년대부터 80년대까지는 심각한 사고가 여러번 일어났고, 사망자도 발생하였다. 현재 소유스의 안전성은 그 과거의 실패를 피드백하여 가능해진 것이다. 그런 사실을 고려하면, 사람의 안전에 대한 소유스의 장점은 확고하다.
소유스가 현재까지 우주 개발의 제일선에 있는 것은, 소유스의 후속으로 계획된 프로젝트가 모두 좌절된 결과인 것도 사실이다. 미래의 우주 왕복기를 적극적으로 개발하고 있는 것은 미국의 오리온 우주선 뿐이며, 중국의 선저우 우주선은 소유스의 변종이고, 유럽의 유럽 우주국이나 일본의 일본 우주항공영구개발기구는 기초 연구를 진행하고 있을 뿐이다. 러시아도 재사용 형태의 우주왕복선을 구상하고 있지만, 구체적인 계획은 진행되지 않고 있다. 러시아의 우주왕복선인 부란 우주왕복선도 소련때 1988년에 무인으로 시험비행을 성공시켰을 뿐, 소련 붕괴와 러시아의 재정난이 겹쳐 아직도 계획을 재개할 예정이 없다.

## 같이 보기
- 오리온 (우주선)
- 소유스 (로켓)
- 소유스 TMA-11
- 소유스 TMA-12
- 이소연 (공학자)

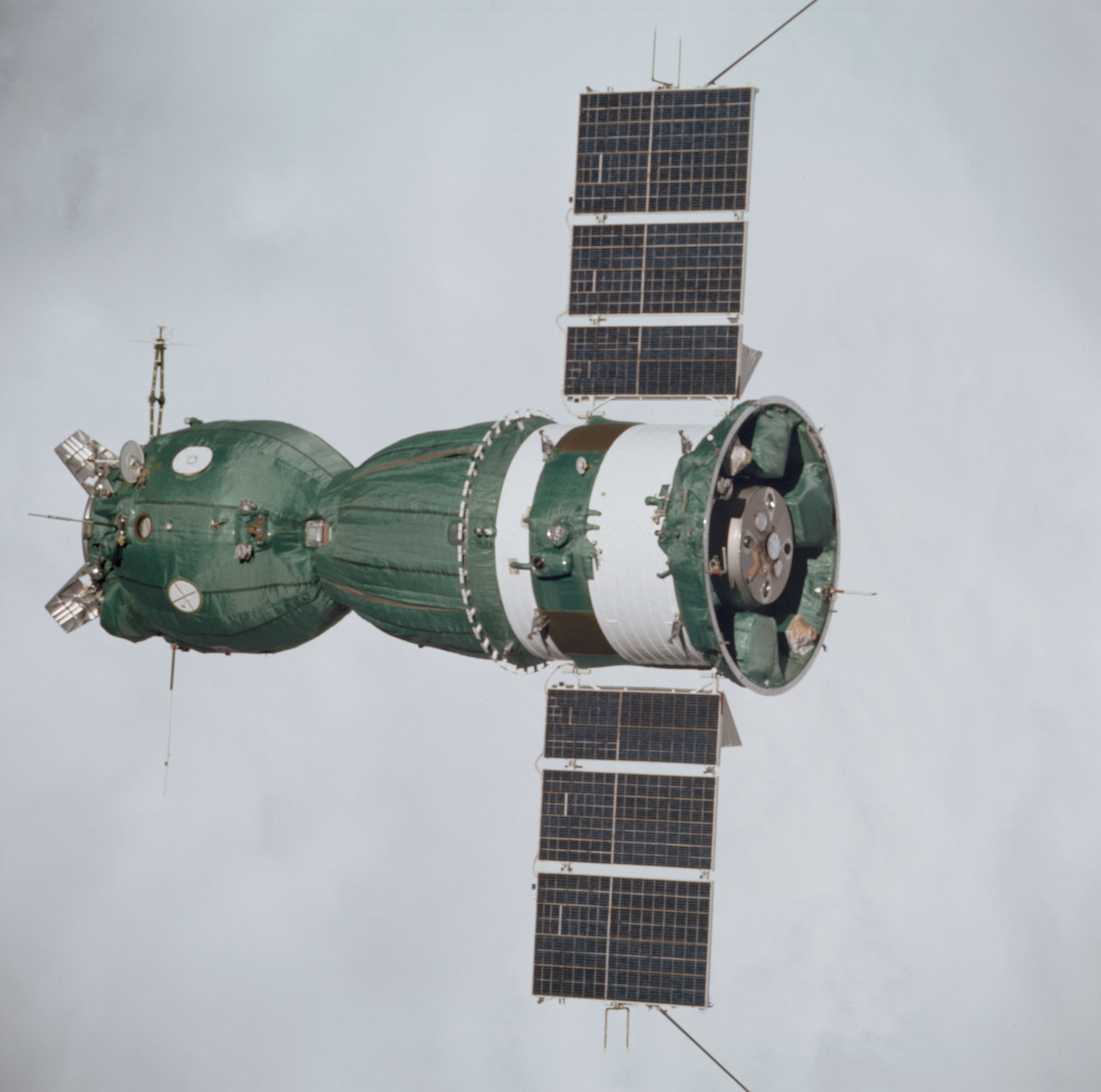
아폴로 사령선에서 바라본 소유스 19

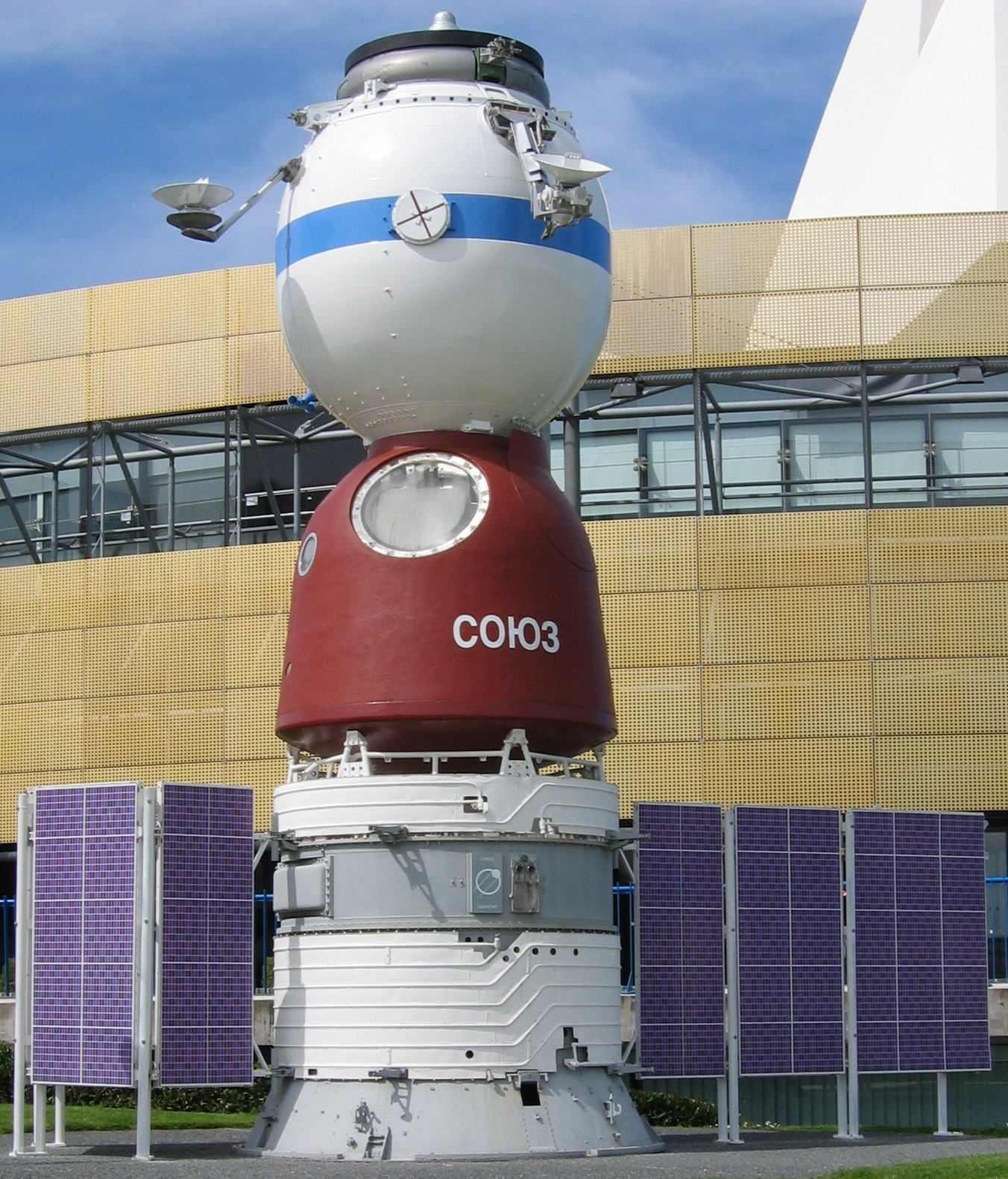
소유스 우주선의 모형

- 프로그레스 (우주선) - 무인 화물보급선
- 클리퍼(Клипер, Kliper) - 개발 중인 러시아의 차세대 유인왕복우주선
- 소콜 우주복
- 우주탐사
- 유인 우주비행
- 소유스 후속기가 될 유럽-러시아 합작의 고등 승무원 수송 시스템(Advanced Crew Transportation System) 연구
- 유나이티드 론치 얼라이언스(ULA, en:United Launch Alliance)

## 임무
유인 우주선 임무 목록과 존드 계획 참조.